# Mother Mother
Mother Mother is een Canadese Indierockband uit Quadra Island, British Columbia. De samenstelling van de band bestond anno 2020 uit Ryan Guldemond (gitaar en zang), Molly Guldemond en Jasmin Parkin (zang en keyboard), Ali Siadat (drums) en Mike Young (basgitaar).

## Geschiedenis
De band werd opgericht in Heriot Bay, British Columbia in januari 2005, toen gitarist en zanger Ryan Guldemond op de muziekschool zat en een band wilde beginnen. Hij rekruteerde zijn zus Molly samen met een studievriendin Debra-Jean Creelman, om zijn eigen zang te begeleiden voor de nummers die hij had geschreven, en het trio speelde een akoestische act voordat drummer Kenton Loewen en bassist Jeremy Page er bij kwamen. De vijf leden begonnen te spelen onder de naam Mother en in de herfst van 2005 brachten ze in eigen beheer een titelloos album uit.
In oktober 2006, na een optreden op het muziekfestival Pop Montreal, hadden ze een ontmoeting met Last Gang Records en tekenden ze later een contract voor vier albums. Het label raadde de band aan om hun naam te veranderen en zo werd de naam gewijzigd in Mother Mother. Ze brachten hun debuutalbum in 2007 opnieuw uit onder een nieuwe titel Touch Up. De heruitgave bevatte ook verschillende nieuwe nummers. Het tweede album van de band O My Heart werd uitgebracht op 16 september 2008, waarna nog meerdere albums volgden. Hun vijfde album Very Good Bad Thing, uitgebracht op 4 november 2014, kreeg ook een Amerikaanse release op 7 april 2015 op Def Jam Recordings, net zoals hun zesde album No Culture uit 2017.
Op 3 december 2008 werd aangekondigd dat Debra-Jean Creelman de band had verlaten en op 26 januari 2009 kondigde de band de toevoeging aan van een nieuwe zangeres-toetsenist Jasmin Parkin. Bassist Jeremy Page verliet de band in 2016 en werd vervangen door Mike Young.

## Afkomst
Ryan en Molly Guldemond hebben Nederlandse wortels: hun vader werd in Woerden geboren.

## Albums
- Touch Up (2007)
- O My Heart (2008)
- Eureka (2011)
- The Sticks (2012)
- Very Good Bad Thing (2014)
- No Culture (2017)
- Dance and Cry (2018)
- Inside (2021)
- Grief Chapter (2024)
- Nostalgia (2025)